# Mario Tosi (fotografo)
Mario Tosi (Roma, 11 maggio 1942 – Roma, 11 novembre 2021) è stato un direttore della fotografia italiano, conosciuto soprattutto per i film Carrie - Lo sguardo di Satana (1976), Professione pericolo (1980), Frogs (1972) e Sybil (1976), per il quale è stato candidato per un Emmy..

## Filmografia parziale
- Frogs, regia di George McCowan (1972)
- Sybil, regia di Daniel Petrie (1976)
- Carrie - Lo sguardo di Satana (Carrie), regia di Brian De Palma (1976)
- Professione pericolo (The Stunt Man), regia di Richard Rush (1980)
- Di chi è la mia vita? (Whose Life Is It Anyway?), regia di John Badham (1981)